# Helina concholamellata
Helina concholamellata är en tvåvingeart som beskrevs av Fritz Isidore van Emden 1951. Helina concholamellata ingår i släktet Helina och familjen husflugor. Inga underarter finns listade i Catalogue of Life.